# Tolai

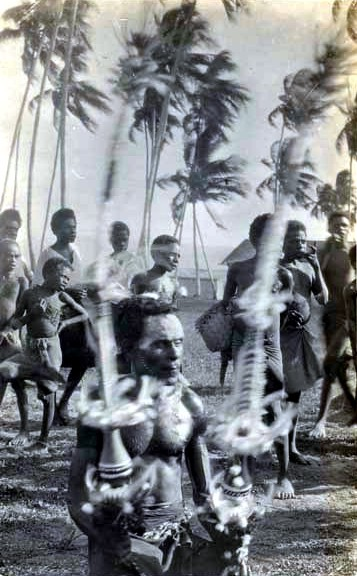
Traditionelle Tänzer der Tolai bei einem Dorffest (Gazelle-Halbinsel 1918)

Tolai-Dorf (Hafeninsel Matupi um 1910)

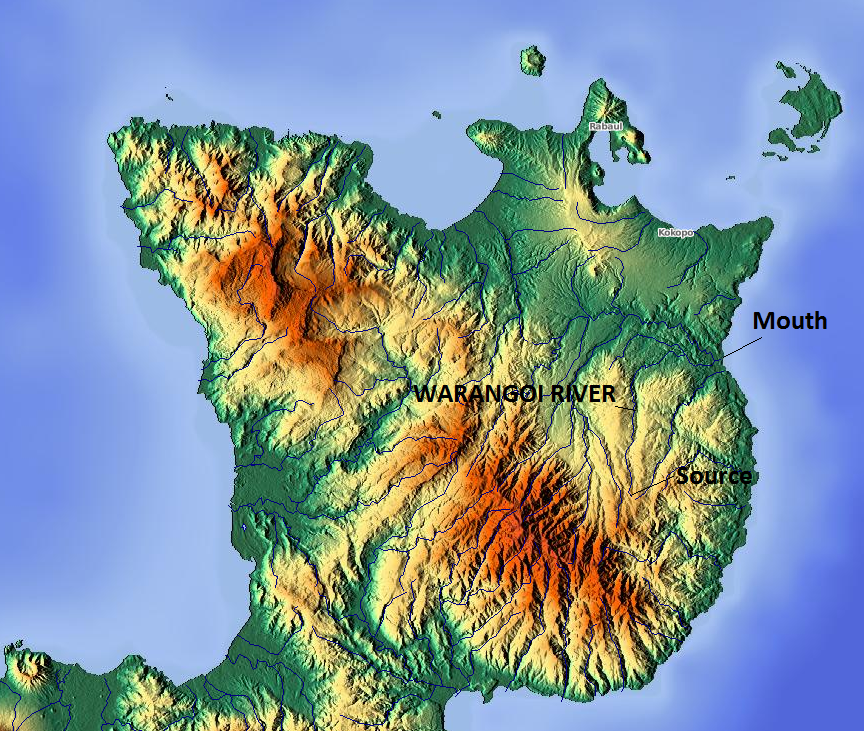
Tolai besiedeln das fruchtbare Tiefland und vorgelagerte Inseln (rechts oben in Grün), die hohen Baining-Berge trennen die Halbinsel vom Rest Neubritanniens

Flagge der Provinz East New Britain mit Masken der Tolai und des Baining-Volkes in einem Ring aus Muschelgeld

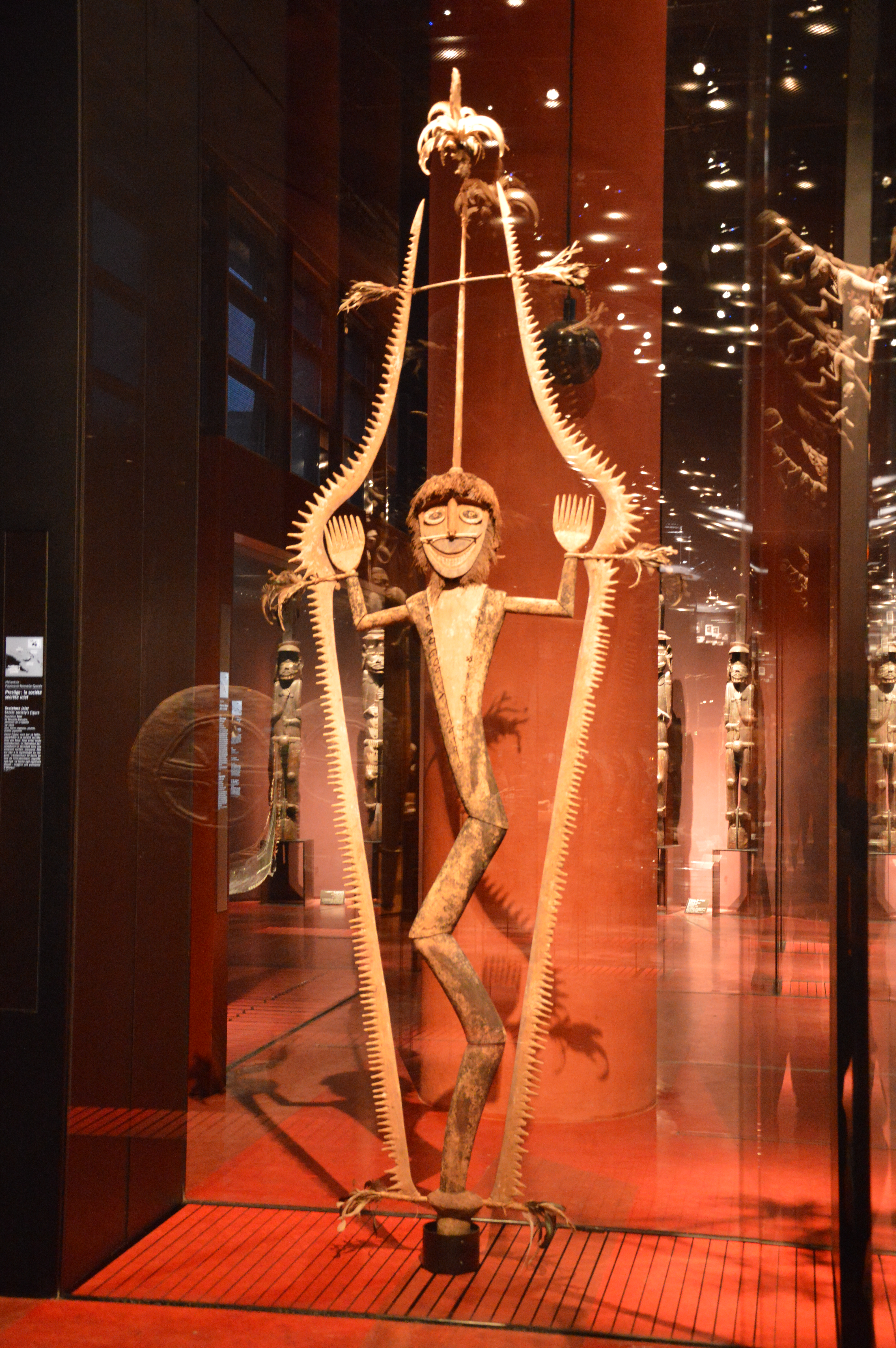
Tolai-Skulptur: Holz, Pflanzenfasern, Federn, Schuppenplatten, Farbpigmente (Gazelle-Halbinsel 19. Jahrhundert)

Die Tolai sind ein indigenes Volk auf der Insel Neubritannien (New Britain, ehemals Neupommern) im Bismarck-Archipel von Papua-Neuguinea. Mit über 120.000 Angehörigen stellen sie in der östlichen Provinz East New Britain mehr als die Hälfte der Gesamtbevölkerung. Sie siedeln fast ausschließlich auf der Gazelle-Halbinsel, wohin sie vor vermutlich 250 Jahren von der gegenüberliegenden Insel Neuirland kamen. Sie sprechen Kuanua, eine austronesische Sprache, die auch als „Tolai“ bezeichnet wird und verschiedene Dialekte umfasst.
Das Volk der Tolai bildet eine matrilineare Gesellschaft, die in zwei umfassende mütterseitige Erblinien unterteilt ist (Matri-Moieties), über die der Landbesitz geregelt und vererbt und zwischen denen geheiratet wird. Damit ist Frauen eine wirtschaftliche Unabhängigkeit gewährleistet, aber Führungsrollen werden oft von Männern eingenommen, auch die Wohnsitznahme nach einer Heirat liegt meist beim Ehemann oder seiner Familie (patrilokal).
Die Tolai hatten bereits ab 1870 Kontakte zu europäischen Händlern, welche die Küsten Melanesiens auf der Suche nach (zwangsverpflichtbaren) Arbeitskräften für ihre Plantagen in Australien und anderen südpazifischen Gebieten absuchten. Die auf den Plantagen entstandene Verkehrssprache Papua-Neuguineas, die heutige Amtssprache Tok Pisin, bezieht daher bis zu 10 % ihrer Worte aus der Kuanua-Sprache der Tolai.

## Name und Herkunft
„Tolai“ als Bezeichnung für die Bewohner des östlichen Teils der Gazelle-Halbinsel stammt nicht von diesen selbst, sondern wurde von einer örtlichen Begrüßungsformel (im Sinne von „Kumpel, Freund“) abgeleitet und schließlich von ihnen als Eigenname übernommen, einen eigenen hatten sie nicht. Die frühen deutschen Forscher hatten sie „Toleute“ genannt, die frühen Missionare „Gunantuna“. Sie waren keine einheitliche Gruppe mit gemeinsamer Tradition, Sprache oder Identitätsgefühl, wehrten sich aber auch nicht gegen die Vereinheitlichung. Die früheste Erwähnung der Bezeichnung „Tolai“ stammt aus einer Ausgabe der Tageszeitung Rabaul Times von 1936.
Es wird vermutet, dass die Vorfahren der Tolai vor etwa 250 Jahren von der 30 km östlich gelegenen Insel Neuirland (New Ireland, ehemals Neumecklenburg) herüberkamen; zu den südlichen Bewohnern dort, vor allem dem kleinen matrilinearen Lak-Volk, bestehen noch immer große kulturelle Ähnlichkeiten (beispielsweise das Muschelgeld und der Duk-Duk-Geheimbund).

## Siedlungen
Die Tolai besiedeln ein flaches Gebiet von etwa 800 km² im Nordosten der Gazelle-Halbinsel, vorwiegend im Umkreis der beiden Städtchen Rabaul und Kokopo (Kartenansicht) und entlang der Küsten, außerdem die Hafeninsel Matupi und teilweise die vorgelagerten Duke-of-York-Inseln. An den meisten Küsten der Halbinsel geht die Ebene nach etwa 1000 Meter in Hügel und Berge über, das ganze Gebiet der Tolai wird durch die hohen Bainingberge (bis 1500 m hoch) vom Westen Neubritanniens abgetrennt. In den fruchtbaren Tiefebenen, die ihr Wasser von den vielen Quellen in den Bergen bekommen, konnte sich eine relativ einheitliche Bevölkerung ausbreiten, die aber mittlerweile unter einer sehr hohen Bevölkerungsdichte leidet.
Örtliche Gemeinschaften von bis zu 300 Tolai leben in Dörfern, die aus verstreuten Häusergruppen (Weilern) in den waldähnlichen Landschaften bestehen und oft über eine einfach gebaute Kirche und Schule verfügen. Während in ländlichen Gebieten mit traditionellen Materialien gebaut wird, bestehen die meisten Häuser um die Städte Kokopo und Rabaul herum aus zwei Stockwerken mit Kupferdächern, Glasfenstern und vor allem einem eigenen Wassertank.
Nachdem Rabaul bereits 1937 beim Ausbruch des Tavurvur-Vulkans zerstört worden war, vergrub der große Ausbruch von 1994 die Stadt erneut unter vulkanischer Asche. Rabaul wurde an anderer Stelle neu aufgebaut, seitdem ist Kokopo (30 km südöstlich, 20.000 Einwohner, ehemals Herbertshöhe) Hauptstadt der Provinz East New Britain, in der die Tolai über die Hälfte der Gesamtbevölkerung bilden.

## Wirtschaft
Traditionelle Haushalte sind Selbstversorger mit eigener Gartenbewirtschaftung (Hortikultur), meist in Gemeinschaften von einigen Kleinhaushalten; mehrere solcher verstreuten Weiler bilden zusammen ein Dorf. Auf dem fruchtbaren Boden, gedüngt von der Asche vieler Vulkanausbrüche, werden sehr ertragreich Taro- und Yamswurzeln sowie Süßkartoffeln angebaut; es gibt 70 Bananenarten. Während die Männer für das Anlegen eines (größeren) Gartens durch Brandrodung zuständig sind, übernehmen vorwiegend die Frauen seine Bewirtschaftung. Die hohe Artenvielfalt auf der Halbinsel hat zu vielen spezialisierten kleinen Produktionseinheiten und einem regen Güteraustausch untereinander geführt, der früher nur mit traditionellem Muschelgeld (siehe unten) abgewickelt wurde. Bereits vor dem Kontakt zu Europäern überzog das Siedlungsgebiet der Tolai ein Netz örtlicher Märkte, die den wechselseitigen Austausch zwischen Küsten- und Inlandbewohnern und ihre Versorgung ermöglichten.
Der Jahresverlauf ist in zwei Hälften unterteilt: taubar ist die Zeit der Südostwinde (Mai bis Oktober), labur die Zeit der Nordwest-Monsunwinde (Regenzeit von November bis April). An den Küsten fischen die Männer saisonabhängig mit Netzen und großen handgeflochtenen Fangkörben aus Pandanusblättern, die Frauen übernehmen den Fang und verkaufen ihn auf örtlichen Märkten. Eine beliebte Delikatesse sind die Eier von Bismarckhühnern (Familie der Großfußhühner), die Männer im warmen Boden nahe an Vulkankratern ausgraben.
Überall wachsen Kokospalmen, deren Bestandteile grundlegende Bedürfnisse bedienen: Die gehaltvollen Nüsse liefern Nahrung und Flüssigkeit und sind eine wesentliche Kochzutat, die geflochtenen Palmwedel werden wegen ihrer Wasser abweisenden Oberfläche zur Bedachung und als Matten genutzt, und die Palmstämme dienen als Bau- und Brennmaterial. Bereits die frühen europäischen Händler waren am einheimischen Kopra (getrocknetes Kokosnussfleisch) interessiert, die deutsche Kolonialverwaltung verstärkte ab 1902 die Plantagenwirtschaft, vor allem um ihren Hauptsitz in Kokopo herum (siehe dazu Geschichte der Gazelle-Halbinsel). Neben Kopra wurde ab den 1950ern auch Kakao zum wichtigen Exportgut.
Zusätzlich zur traditionellen Gartenbewirtschaftung nehmen viele Tolai bezahlte Arbeit an. Weil sie als zuverlässig gelten, wurden sie bereits zu Kolonialzeiten und später in der Zeit nach dem Zweiten Weltkrieg als Vorarbeiter eingesetzt und stiegen in leitende Positionen auf. Tolai arbeiten als Doktoren, Rechtsanwälte, Lehrer sowie in der staatlichen Verwaltung, auch in anderen Landesteilen Papua-Neuguineas.

### Landbesitz
Der angestammte Boden ist örtlichen Vunatarai zugeordnet, Untergruppen der matrilinearen Clans, die das Land besitzen und verwalten, obwohl ihre Mitglieder über viele Dörfer verstreut wohnen können. Die Leitung der Vunatarai teilt den Gruppenmitgliedern Land zu und regelt Nutzungsrechte von Nichtmitgliedern. Obwohl Männer grundsätzlich nicht Teil der mütterlichen Erbfolge sind, können sie einem Sohn auf Lebenszeit zur Versorgung ein Landstück aus ihrem mutterseitigen Clan übertragen – nach dem Tode entbrennen aber oft Streitigkeiten um die Rückgabe des Bodens an den Clan. Bereits vor dem Vulkanausbruch 1994 gehörte die Anzahl der Landstreitigkeiten unter den Tolai zu den höchsten in ganz Papua-Neuguinea; meistens ging und geht es darum, dass Väter ein Landstück ihres matrilinearen Clans an ihre eigenen Kinder vererben wollen, statt an ihre mutterseitigen Neffen.
Rund 40 % ihres angestammten Landes wurde von den deutschen Kolonialherren enteignet und an Ausländer übertragen – bis heute wurde es den Tolai nicht zurückgegeben.
Seit den ersten Kontakten ist die Anzahl der Tolai von geschätzten 30.000 auf über 120.000 angewachsen, wodurch die begrenzte Fläche des Tieflandes deutlich übervölkert ist und soziale Spannungen zunehmen. Entsprechend breiten sich Tolai auch in die angrenzenden Berge aus und besetzen dort das angestammte Land des Nachbarvolkes der Baining, die von ihnen als minderwertig angesehen werden.

### Muschelgeld

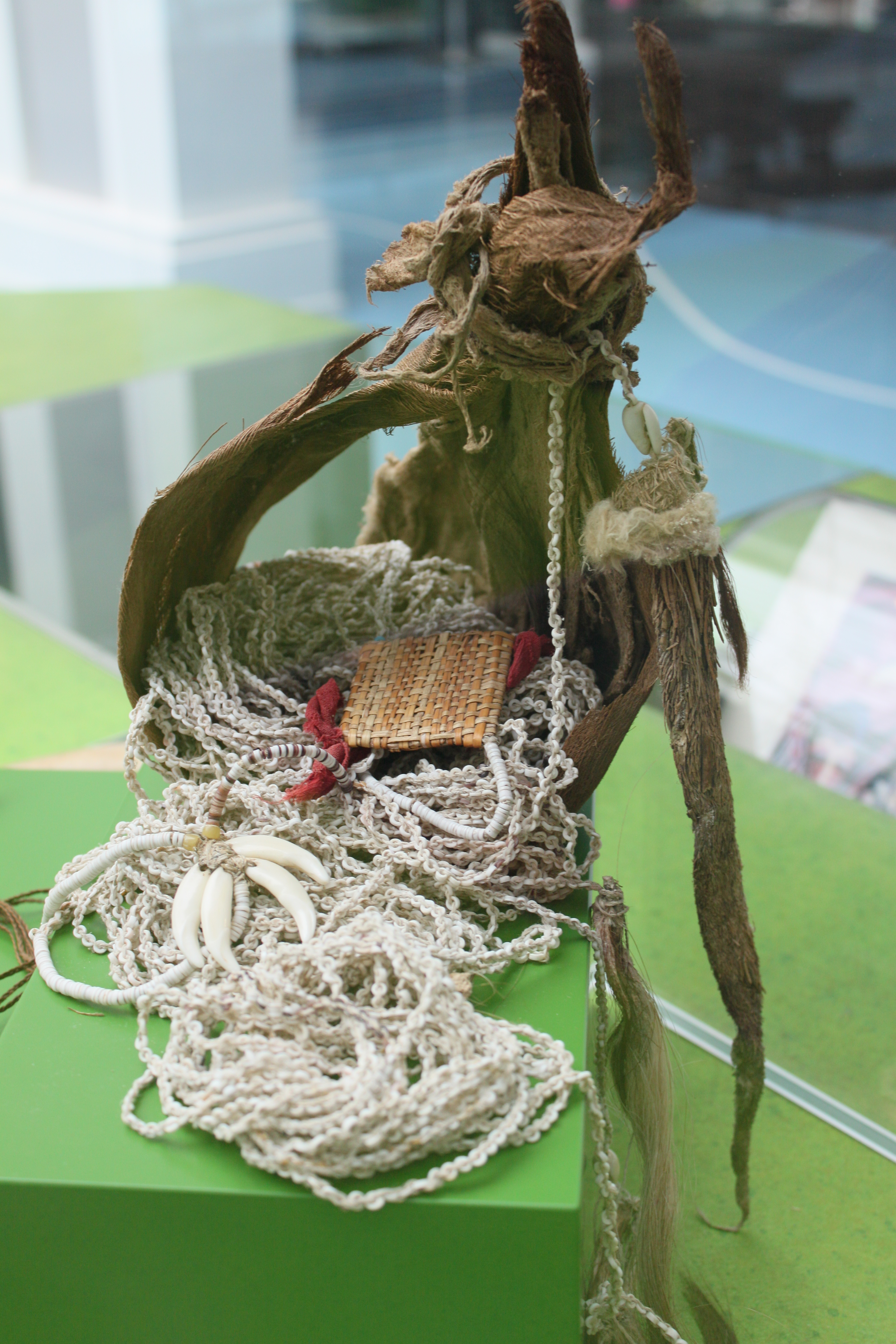
Muschelgeld von der Insel Neuirland östlich der Gazelle-Halbinsel (um 1900)

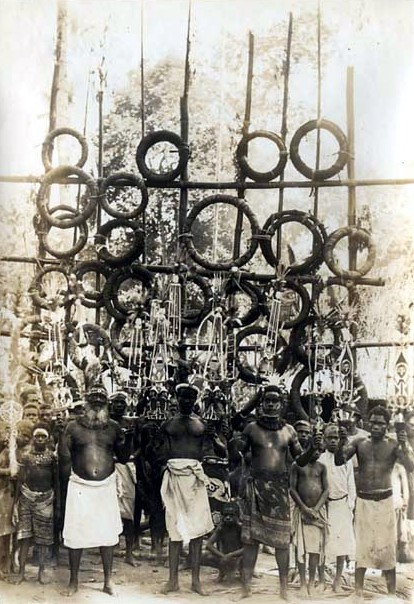
Zeremonielle Präsentation von Loloi-Ringen aus Muschelgeld (Rabaul 1913)

Das traditionelle tabu-Muschelgeld (auch tambu, diwarra) der Tolai wird heute auch als offizielles Zahlungsmittel benutzt und in kleinen Mengen auf Märkten und teilweise in Geschäften verwendet. Es erfüllt wichtige Aufgaben innerhalb der Tolai-Gemeinschaft, ist außerhalb der eigenen Sprachgruppe aber kaum verbreitet. 1875 berichteten die ersten christlichen Missionare, dass die Tolai feste Handelsbeziehungen zum kleinen Volk der Nakanai im Westen der Insel unterhielten, um die wertvollen Schalen der kleinen Meeresschnecke Nassarius arcularius von der Nordküste zur Herstellung ihres Muschelgeldes zu erhalten.
 Einheiten
Die zurechtgeschliffenen Schneckenschalen werden auf dünne Pflanzenfasern aufgezogen und in Zehnereinheiten gezählt. Die größte Einheit ist eine Muschelkette, die von Fingerspitze zu Fingerspitze zwischen zwei ausgebreitete Arme reicht (Pokono), international auch als fathom bezeichnet (abgeleitet vom Seefahrer-Längenmaß fathom „Faden“). Ein Pokono mit 300 bis 400 Muscheln entspricht einem Wert von 3 Kina (Landeswährung), rund 1 Euro (2013).
Zur Lagerung werden Hunderte von Muschelschnüren zu einem schmalen Ring (Loloi) unterschiedlicher Größe (bis 1 m) zusammengebunden und mit besonders haltbaren Pandanusblättern umwickelt. Diese Loloi – vergleichbar mit Goldbarren – werden in Muschelgeldkammern oder -hütten eingelagert, die jede Familie und auch die Vunatarai (örtliche Untergruppe des matrilinearen Clans) eigens dafür baut. Bei zeremoniellen Anlässen werden die Loloi-Ringe hervorgeholt und stolz präsentiert. Zur Herstellung von guten Beziehungen oder zur Abgeltung von besonderen Leistungen werden einzelne Loloi auch „verschenkt“. Als Brautpreis hat der Ehemann noch heute einen Loloi an die Eltern der Braut zu übergeben (400 Muschelschnüre, rund 400 Euro).
 Spirituelle Bedeutung
Dem tambu- oder tabu-Muschelgeld der Tolai liegt ein spirituelles, religiöses Konzept zugrunde, das den Respekt beim Umgang mit ihm bestimmt: Muschelgeld erfüllt eine wesentliche Aufgabe im Todesfall einer Person, es ist eine Bedingung für ihren erfolgreichen Übertritt in die „Wohnstätte der Geistwesen“. Das Ziel einer Person ist, zu Lebzeiten möglichst viele Loloi-Ringe anzusammeln, die dann erst bei ihrer eigenen Begräbnisfeier aufgeschnitten und an die anwesenden Trauergäste ausgeteilt werden. Die Menge des verteilten Muschelgeldes entscheidet dabei über das fortdauernde Ansehen der verstorbenen Person, wie auch über ihren geglückten Eintritt in die Jenseitswelt. Gibt es im Todesfall kein Muschelgeld zum Verteilen, ist das eine große Schande für die verbleibenden Angehörigen des Clans und der Lineage (mütterseitige Abstammungsgruppe). Die verstorbene Person ist dann dazu verdammt, in immerwährendem Elend im „Land von IaKupia“ umherzuirren.
Nach über hundert Jahren der Christianisierung ist zwar viel von dem zugrunde liegenden traditionellen Glaubenssystem verloren gegangen, aber das Muschelgeld wird nach wie vor als eine „handfeste“ Verbindung der Lebenden mit ihren Vorfahren respektiert. Durch die Teilhabe an der Verteilung bei Begräbnissen sammelt jeder Tolai Muschelgeld an, das zum größten Teil von seinen (mütterseitigen) Vorfahren und deren Vorfahren und so fort stammt.
Bei diesem System der Weitergabe verbleibt das gesamte Muschelgeld der matrilinearen Großgruppe (Moiety) innerhalb der Gruppe, denn der Vater und Angehörige seiner mütterseitigen Großgruppe (die andere der beiden Tolai-Erblinien) werden nicht in die Verteilung einbezogen. Die tiefliegende symbolische Bedeutung des Muschelgeldes ist der Aspekt des körperlichen Weiterbestehens einer verstorbenen Person bei ihren Nachfahren, aber auch bei den Lebenden ihres mütterseitigen Clans (als Untergruppe der großen Erblinie). Die Lebenden werden ihr „geerbtes“ Muschelgeld wiederum an ihre Nachkommen und ihre mütterseitigen Verwandten weiterreichen, wenn ihre angesammelten Loloi nach ihrem Tode aufgeschnitten und verteilt werden.
 Kultur des Schenkens
Der traditionelle Umgang mit dem Muschelgeld ähnelte in einigen Aspekten der Verwendung von Geld in der westlichen Wirtschaft und beinhaltete Gewinnerzielung durch geschickten Einsatz. Die Schwierigkeit der Erlangung und der Bearbeitung der Muscheln verhinderte die Entwertung des Tabu-Geldes, und die zu seiner Herstellung benötigte Erlaubnis des örtlichen big man (Anführer) verhinderte die Überproduktion.
Das Tabu- oder tambu-Geld der Tolai war und ist noch immer Geschenkgabe, Tauschmittel und Zahlungsmittel. Es ist Teil einer Schenkökonomie und eng in soziale, kulturelle, religiöse und politische Zusammenhänge eingebunden (siehe dazu auch den Erklärungsansatz als „soziales Totalphänomen“ nach Mauss sowie das Kula-Ritual des Muscheltausches auf den Trobriand-Inseln). Tabu-Geld wird bis heute bei Zeremonien verwendet, und es gibt Transaktionen bei den Tolai, die nur mit Tabu bezahlt werden können, während andere ausschließlich mit Geld beglichen werden.
 Offizielles Zahlungsmittel
In der deutschen Kolonialzeit wurde 1902 die Benutzung des Muschelgeldes im Handel mit Europäern „im Interesse der Eingeborenen“ verboten, damit sie

„wenn sie sich von Europäern etwas kaufen wollten, erst durch ordnungsmäßige Arbeit Geld verdienen mußten.“

1914 sollte das Muschelgeld gänzlich verboten werden. Seit 2002 wird in der östlichen Provinz East New Britain der Gebrauch des traditionellen Muschelgeldes der Tolai offiziell als regionale Komplementärwährung gefördert. Damit sollen die örtlichen Traditionen sowie die Wirtschaftskreisläufe auf der Gazelle-Halbinsel gestärkt werden und von äußeren Einflüssen unabhängig bleiben, mit Tabu-Geld können dort sogar Einkommensteuern bezahlt werden. Es hatte sich gezeigt, dass die fortbestehende Verwendung des Muschelgelds innerhalb der Tolai zu ihrer Stabilität beigetragen hatte, im Vergleich zum Westen der Insel Neubritannien, und dass es sie abgeschirmt hatte gegen schädliche Auswirkungen der wirtschaftlichen Globalisierung.
 Tolai Exchange Bank
Im Februar 2002 wurde im Osten der Halbinsel in der Nähe der Stadt Rabaul die weltweit erste Muschel-Bank eröffnet: Die Tolai Exchange Bank wechselt Muschelgeld in harte Währung, 3 Kina für 1 fathom/Pokono (rund 1 Euro). Umgekehrt können dort auch Tabu-Schnüre zum Verschenken bei Feierlichkeiten gekauft werden, vor allem von Stadtbewohnern, die andere Möglichkeiten zur Beschaffung von Muschelgeld verloren haben. Der Umlauf an Muschelgeld auf der Gazelle-Halbinsel wird auf 2 Millionen fathom geschätzt (rund 2 Millionen Euro).

## Soziale Organisation
Die Gesellschaft der Tolai ist grundlegend in zwei verwandtschaftliche Großgruppen unterteilt, die Ethnosoziologie nennt die Teile eines solchen Zweigruppensystems Moieties (Hälften, Erblinien). Dualsysteme mit zwei großen Erblinien finden sich bei vielen der über 1000 indigenen Völker und Ethnien im pazifischen Raum.

### Zwei mütterseitige Erblinien (Moieties)
Während die meisten Zweigruppen-Völker aus einer mütterseitig (matrilinear) und einer väterseitig (patrilinear) organisierten Großgruppe bestehen, leiten sich die beiden Erblinien der Tolai von zwei Stammmüttern ab, bilden also zwei Matri-Moieties. Nur die Mutter gibt die Mitgliedschaft in ihrer Großgruppe an ihre Kinder weiter, nicht der Vater (er gehört der anderen Moiety an), Kinder gehören folglich immer zur Moiety ihrer Mutter. Jede Moiety untergliedert sich in zahlreiche örtliche matrilineare Clans und Lineages (Abstammungsgruppen). Die mutterseitige Verwandtschaft spielt auch heute noch eine wesentliche Rolle bei gegenseitiger Unterstützung und zeremoniellen Feiern, während die Verwandtschaft des Vaters (also die andere Moiety) dabei ohne Bedeutung bleibt. Die Verwandtschaftsbezeichnungen der Tolai entsprechen dem System der Irokesen-Indianer Nordamerikas: Die Kinder von gleichgeschlechtlichen Geschwistern der Eltern (also von Mutterschwester und Vaterbruder) haben die gleichen Bezeichnungen wie die eigenen Geschwister – im Unterschied zu den Cousins und Cousinen, die vom Mutterbruder oder von der Vaterschwester abstammen (siehe zu dieser Unterscheidung auch Kreuzcousinenheirat). Die beiden Moieties der Tolai nehmen keine korporativen Aufgaben wahr, ihre Hauptbedeutung liegt in der Regelung von Heiraten.

### Heiratsverbot innerhalb einer Erblinie
Geheiratet wird bei den Tolai nur zwischen den beiden Großgruppen, Ehen innerhalb derselben Moiety sind verboten, sie gelten als tabu und werden mit einer Verstoßung aus beiden Moieties bestraft, früher sogar mit dem Tode. Eine solche Heiratsregel wird als exogam bezeichnet: Ehepartner müssen außerhalb der eigenen Abstammungsgruppe gesucht werden, beide Mütter eines Ehepaares müssen unterschiedlichen Moieties angehören. Üblich ist die Bezahlung eines „Brautpreises“ in Form von Muschelgeld. Das Ehepaar gründet zumeist einen neuen Haushalt (Kleinfamilie) im Umkreis der Eltern des Ehemannes (virilokale Wohnfolgeregel), manche Ehemänner ziehen auch zur Ehefrau; es gibt diesbezüglich keine verbindlichen Vorschriften. Scheidungen sind unproblematisch, bis in die 1990er Jahre wurden die Ehen jedoch als stabil eingeschätzt. Früher war Vielweiberei (Polygynie: ein Mann kann mehrere Frauen heiraten) ein wichtiger Bestandteil der Tolai-Kultur, sie findet sich heute aber nur noch selten.
Bereits die frühen deutschen Forscher erkannten das Dualsystem des Tolai-Volkes, so schrieb Georg Thilenius, damaliger Direktor des Hamburger Museums für Völkerkunde, nach der Hamburger Südsee-Expedition:

„Jeder Gau ist wie das ganze Volk in zwei Sippen eingeteilt, die jede ein eigenes Totem besitzen. Vermischungen in derselben Sippe gelten als Blutschande. Die Kinder gehören zur Sippe der Mutter, sie sind mit ihrem Vater nicht verwandt. Der Mutterbruder besitzt die größere elterliche Gewalt, ihm werden etwaige Anliegen vorgetragen.“

## Politische Organisation
Die sozialen Beziehungen der Tolei untereinander werden einerseits von den örtlichen Gemeinschaften in den Weilern und Dörfern bestimmt, andererseits von überregionalen Clan- und Lineage-Zugehörigkeiten, die sich von der mütterlichen Abstammung herleiten. So unterhält jeder Weiler (Ansammlung einiger Häuser) enge Beziehungen mit Weilern in anderen Dörfern, in denen Angehörige der gleichen Lineage wohnen. Diese Verbindungen werden durch Heiraten, wechselseitigem Handel und gemeinsame zeremonielle Aktivitäten verstärkt, unterstützt durch die verbreitete Motorisierung und gut ausgebaute Straßennetze.
Die Tolai-Tradition kannte keine Zentralgewalt, vererbbare Führung oder Häuptlingstum – ihre gesellschaftliche Organisation bildete sich durch das Zusammenspiel von örtlichen Gemeinschaften und Lineage-Untergruppen (siehe dazu Gesellschaft ohne Oberhaupt und Segmentäre Gesellschaft). In den örtlichen Gemeinschaften wurden diejenigen Männer als Leiter anerkannt (big man), die sich durch Führungsqualitäten und Unternehmergeist hervortaten, vor allem aber mit ihrem angehäuften Muschelgeld (siehe unten) zeremonielle Feste in großem Stil organisieren konnten. Seit den 1950ern sind die Tolai in Gemeinderäten organisiert, die zumeist auf ihren bestehenden örtlichen Untergliederungen aufbauen.

## Kultur

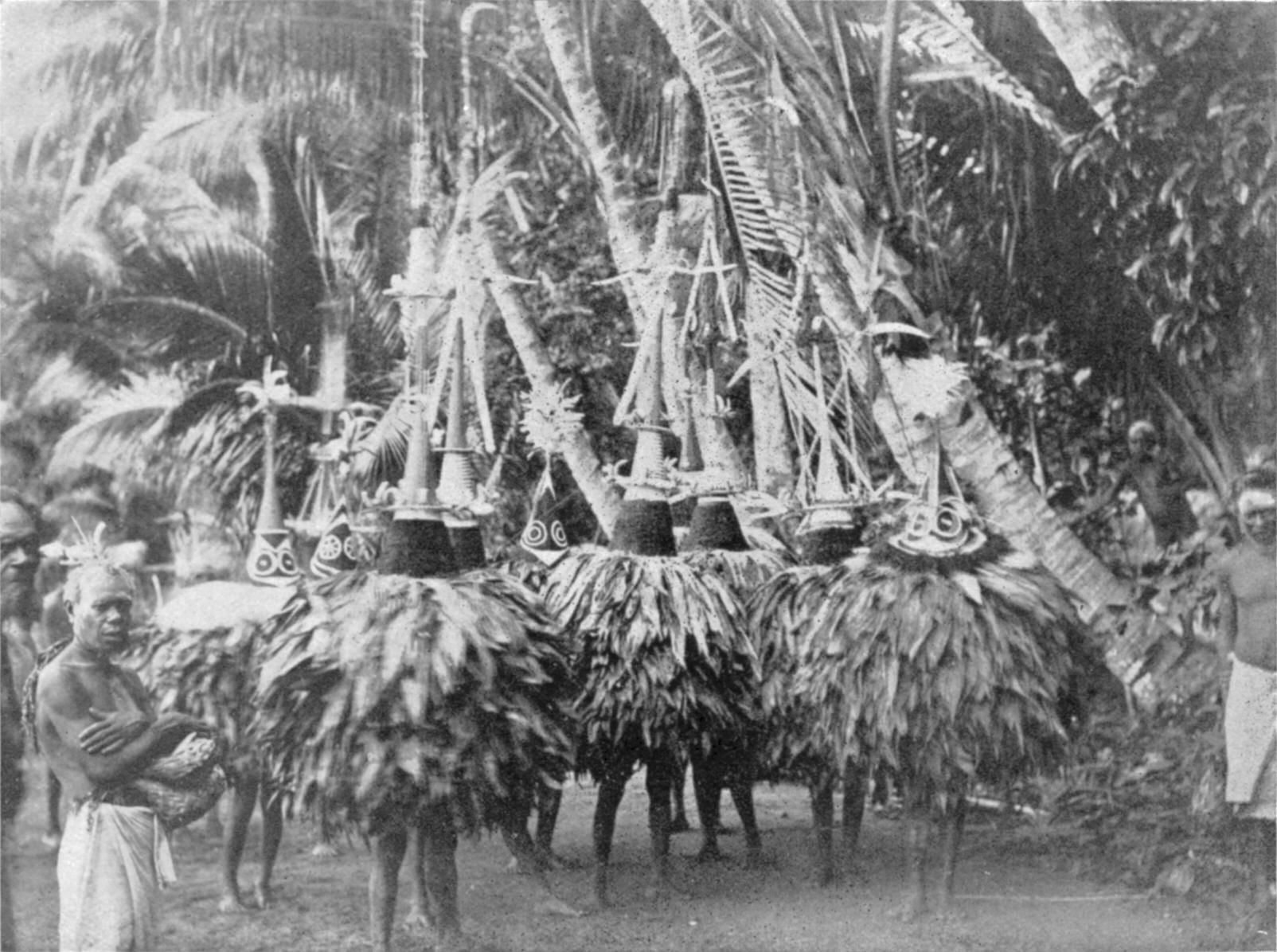
Duk-Duk-Tänzer des Männer-Geheimbundes der Tolai (1907)

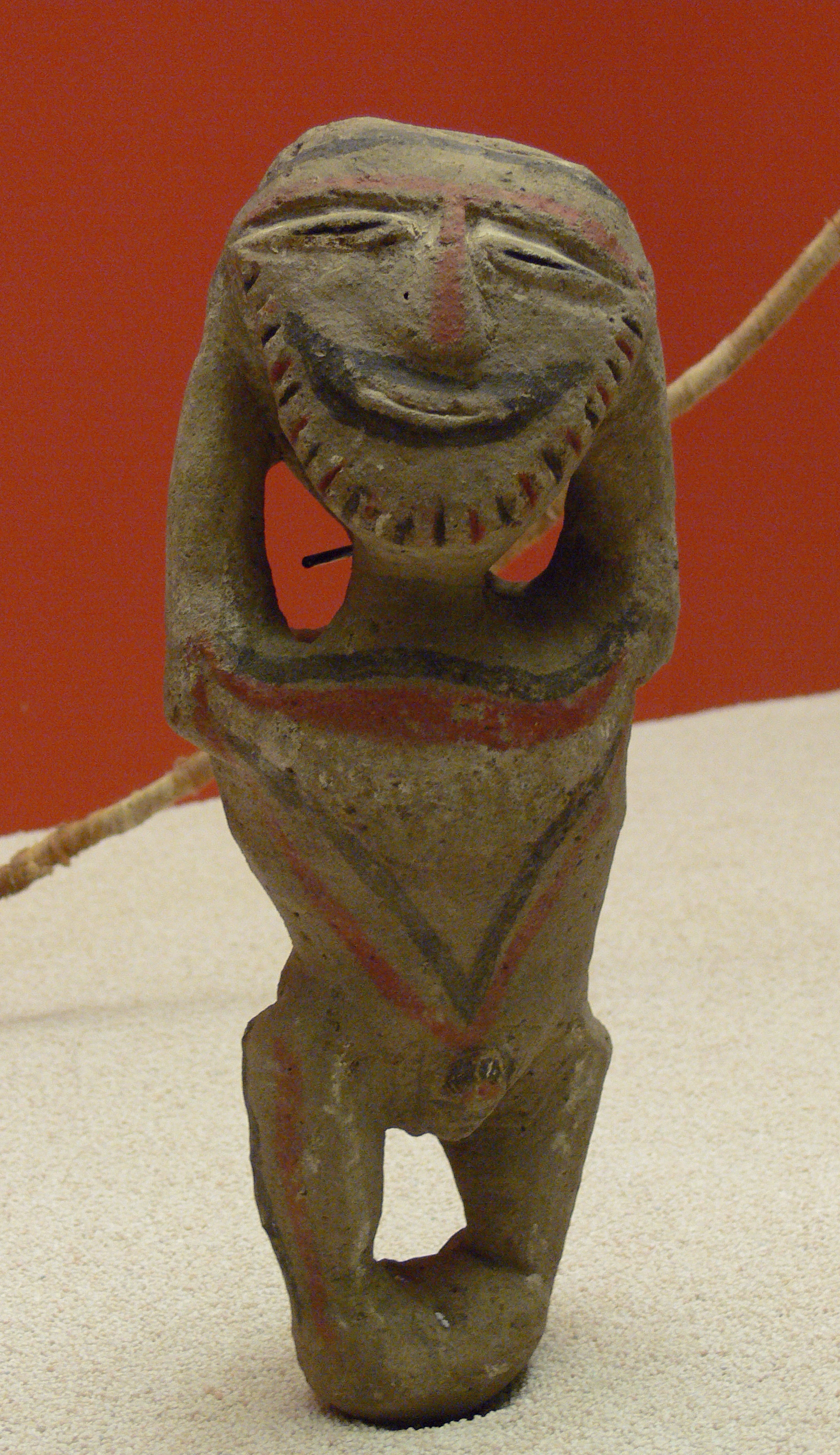
Menschliche Doppel-Steinfigur (mit männlicher und weiblicher Seite) des iniet-Männerbundes, sie repräsentiert Vorfahren oder Schutzgeister (1907)

In der traditionellen Kultur der Tolai spielen Totenkulte, geheime Männergesellschaften, Magie, Brautpreis, Polygamie und Stammeskriege eine Rolle. Verschiedene Geheimgesellschaften hatten und haben zum Teil heute noch eine wichtige religiöse, politische und kulturelle Bedeutung. So wurde beispielsweise die Geheimgesellschaft des Iniet-Bundes von der deutschen Kolonialregierung verboten, nachdem sie eine wichtige Rolle bei der Ermordung verschiedener Europäer gespielt haben soll. Ein weiterer Geheimbund der Tolai ist der Duk-Duk, dem nur Männer angehören.
Bei den Tolai waren Schädelmasken in Gebrauch, über deren spirituellen Hintergrund nur wenig bekannt ist. Diese Masken wurden aus Gesichtsschädeln hergestellt, die mit einer Kittmasse aus Ton und dem Saft der Früchte des Parinarium-Strauches übermodelliert wurden. Dabei wurden die Unterkiefer der Schädel mit der Kittmasse wieder angefügt. Auf der Vorderseite wurden Augen, Nase und Mund plastisch herausgearbeitet und farblich gefasst. Viele Masken tragen Frisuren aus Pflanzenfasern mit Schmuckelementen aus Federn. Anfang des 20. Jahrhunderts wurden diese Masken bei Sammlern so begehrt, dass die Tolai diese auch auf Wunsch angefertigt haben sollen.

### Musik
Ab 1949 komponierte der Tolai-Musiker Blasius To Una (* 1925) vier Lieder in seiner Muttersprache Kuanua mit Gitarrenbegleitung. Er war oft im Radio zu hören und vermutlich der erste Musiker aus Papua-Neuguinea, der ein größeres Publikum erreichte. Ab den 1960er Jahren setzten Pop-Bands in Papua-Neuguinea E-Gitarren ein und sangen ihre Lieder häufig nicht mehr in den Regionalsprachen, sondern auf Pidgin. Blasius To Una gilt mit seinen vom Country & Western-Stil beeinflussten Liedern auf Kuanua als bester Sänger dieser Zeit. Auf einer 1978 veröffentlichten Langspielplatte setzte er im Wechsel Gesang und Sprechstimme ein.
Seit 1971 gibt es in Rabaul das jährlich stattfindende Tolai Warwagira Festival für Chormusik und string bands.
Einer der bekanntesten Sänger in Melanesien ist der 1959 in der Nähe von Rabaul geborene Tolai George Mamua Telek, der in den 1970er Jahren als Sänger in string bands begann und seit den 1980er Jahren in power bands die traditionelle Musik seines Tolai-Volkes mit US-amerikanischer Popmusik und karibischem Reggae zusammenbringt.

### Berühmte Tolai
- Blasius To Una (* 1925): populärer Musiker
- George Mamua Telek (* 1959): populärer Musiker
- John Kaputin (* 1941): Außenminister Papua-Neuguineas von 1992 bis 1994 und von 1999 bis 2000, Mitbegründer der politischen Partei Melanesian Alliance Party
- Paulias Nguna Matane (1931–2021): Generalgouverneur Papua-Neuguineas von 2004 bis 2010
- Rabbie Namaliu (1947–2023): Premierminister Papua-Neuguineas von 1988 bis 1992, Außenminister Papua-Neuguineas von 1982 bis 1984 und von 2002 bis 2006

## Geschichte der Tolai
Die Insel Neubritannien wurde 1700 vom britischen dreimaligen Weltumsegler William Dampier für die Europäer entdeckt und New Britain genannt. Die Gazelle-Halbinsel erhielt ihren Namen nach dem preußischen Kriegsschiff Gazelle, das auf einer Expedition im August 1875 die Blanchebucht besuchte und den dortigen Naturhafen vermaß.
Missionierung
1875 gründete der englische Reverend George Brown für die evangelische Wesleyanische Mission von Australien eine Station auf der vorgelagerten Duke-of-York-Insel und leitete von dort die Missionierung der Gazelle-Halbinsel ein. Ab 1881 begannen auch katholische Herz-Jesu-Missionare, die ansässige Bevölkerung zum Christentum zu bekehren. 1890 wurde das katholische „Vikariat Neupommern“ errichtet und ab 1894 zeigte die verstärkte Missionierung der beiden Kirchen erste Wirkungen. Obwohl „der niedrige Kulturstand, die Vielweiberei und Menschenfresserei“ als Hindernisse gesehen wurden, betrug 1912 die Zahl der Christen bereits über 20.000.
Deutsche Kolonialherrschaft
Während der deutschen Besetzung (1885–1914) war die Insel Neubritannien unter dem Namen „Neupommern“ (nach der preußischen Provinz Pommern) Teil der „Deutschen Kolonien“ und ab 1899 Teil von „Deutsch-Neuguinea“. Im selben Jahr wurde der Sitz der Kolonialverwaltung nach Herbertshöhe (heute Kokopo) auf der Gazelle-Halbinsel verlegt, ins Gebiet der Tolai (kolonialdeutsch „Toleute“).
Albert Hahl, seit 1902 Gouverneur von ganz Deutsch-Neuguinea, führte eine Beziehung mit einer Tolai-Frau und hatte ein Kind mit ihr. Er verringerte die üblichen Strafexpeditionen gegen Einheimische, die sich der Fremdherrschaft und der fortgesetzten Landnahme nicht beugen wollten, und ernannte einheimische Ortsvorsteher (Luluai) als Vermittler zwischen der deutschen Verwaltung und der ansässigen Bevölkerung. Hahl baute auch die Bildung und die medizinische Versorgung der Einheimischen aus. 1908 besuchte die Hamburgische Südsee-Expedition des Museums für Völkerkunde auch die Gazelle-Halbinsel „zur völkerkundlichen Erforschung“.
Australische Verwaltung
1914 wurde Neubritannien von australischen Truppen erobert und nach dem Ersten Weltkrieg als Mandat des Völkerbundes von Australien verwaltet.
Zweiter Weltkrieg

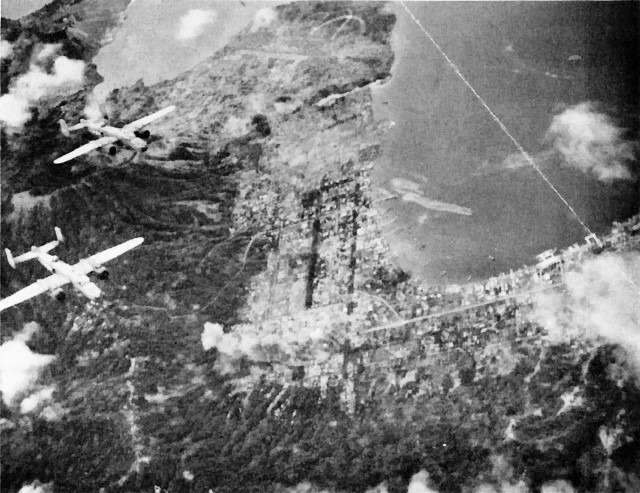
US-Luftangriff auf Rabaul, Standort von bis zu 200.000 japanischen Truppen (1943)

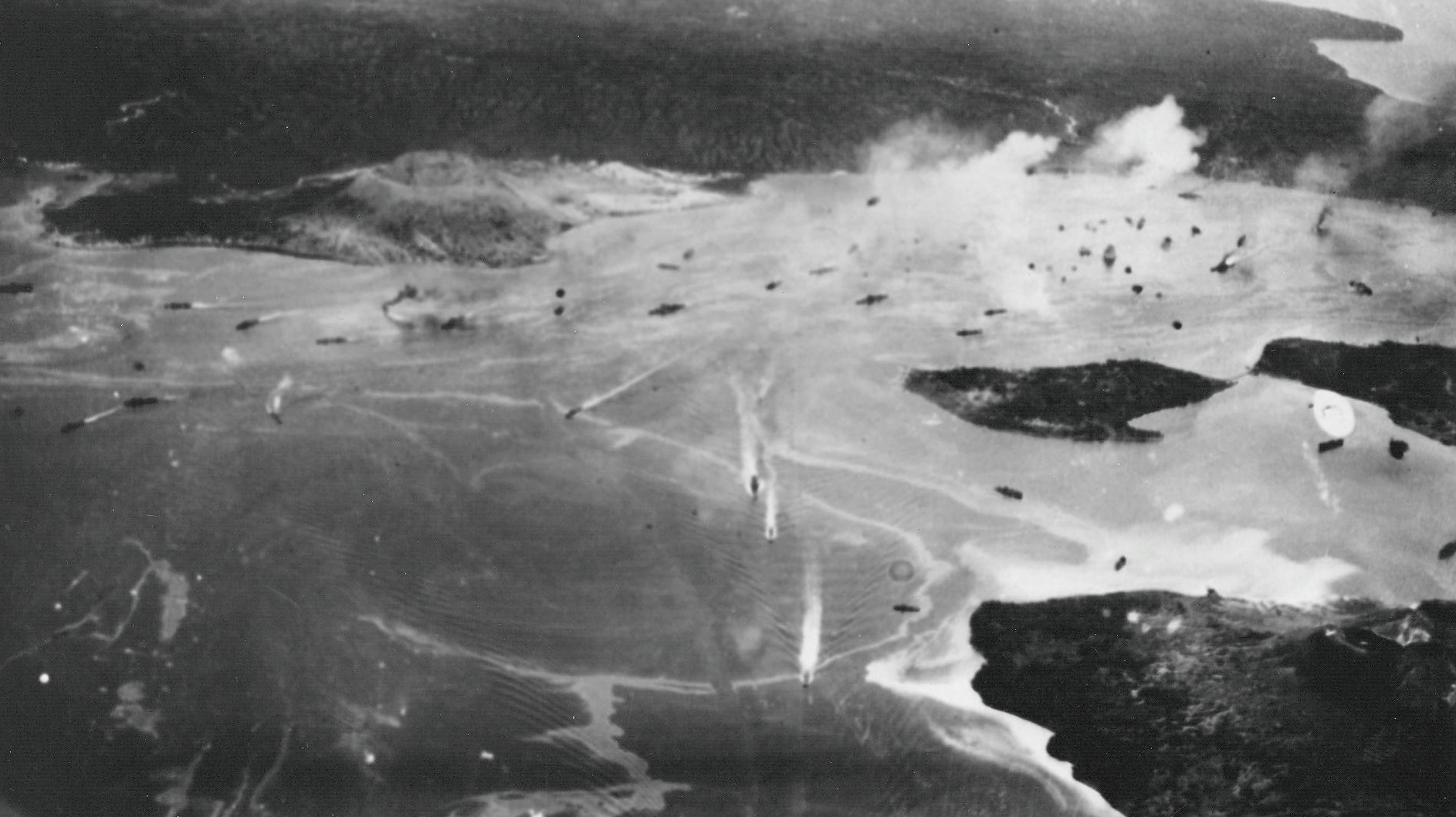
Ungezählte japanische Kriegsschiffe, zum Auftanken im Simpsonhafen von Rabaul, flüchten vor US-Bombern (1943)

Im Pazifikkrieg fanden auf dem Land der Tolai heftige Kämpfe zwischen Alliierten und Japanern statt, dabei soll ein Drittel der Tolai-Bevölkerung umgekommen sein. Nach einer tagelangen Schlacht um Rabaul (1942) machte das Japanische Kaiserreich die Hafenstadt auf der Gazelle-Halbinsel zu seinem wichtigsten Außenposten in ganz Südostasien und baute sie zur Festung aus, mit einer riesigen und teilweise unterirdisch angelegten Nachschubbasis. Die örtliche Bevölkerung wurde schlecht behandelt, viele Tolai wurden als Hilfskräfte zwangsrekrutiert. In der Folge bombardierte die US-Kriegsmarine den Stützpunkt mehrfach und unterbrach erfolgreich seine Nachschublinien. Infolgedessen litt die Tolaibevölkerung sehr unter Nahrungsmangel und fehlender medizinischer Versorgung. Rabaul war zeitweise mit bis zu 200.000 Soldaten besetzt und wurde erst nach der japanischen Kapitulation Ende 1945 wieder zurückgegeben.
Australisch verwaltetes Treuhandgebiet
Ab 1949 stand die Gazelle-Halbinsel als Teil des Territoriums Papua und Neuguinea unter australischer Verwaltung. Kurz vor der Unabhängigkeit Papua-Neuguineas wurde der australische Regierungskommissar Jack Emanuel 1971 auf einer Plantage von einer Gruppe Tolai erschlagen, als der erfahrene und anerkannte Schlichter einen Streit unter Einheimischen auflösen wollte. Trotz gründlicher polizeilicher Untersuchung blieb ungeklärt, ob es dabei um Landbesitz ging, oder ob es eine politisch begründete Tat der damals sehr aktiven Mataungan-Bewegung war. Diese Bewegung hatte viele Anhänger unter den Tolai und spielte eine wichtige Rolle für das Erreichen der Selbstverwaltung der Insel und der folgenden Unabhängigkeit ganz Papua-Neuguineas.
Unabhängigkeit
1973 wurde Papua-Neuguinea selbständig und erhielt 1975 die volle Souveränität.

## Dokumentarfilme
- 2018: Komnairima: Videoplaylist zur Tolai-Kultur auf YouTube. 2007–2018 (englisch: 200 eigene Videoproduktionen).
- 2018: Videoliste: East New Britain Travel Videos auf AllTravels.com. 2005–2018 (englisch: 70 Videos zur Tolai-Kultur).
- 2012: Komnairima: Tabu – about the shell money culture auf YouTube, Neubritannien 2012 (9 Minuten, englisch: Herstellung von Loloi-Ringen aus Muschelgeld, der Filmemacher ist ein Bruder des Tolai-Musikers George Telek).
- 2010: Guido Knopp: Das Weltreich der Deutschen. Teil 3: Abenteuer Südsee. Broadview TV für ZDF, Deutschland 2010 (44 Minuten: behandelt auch die Gazelle-Halbinsel und nebenbei die Tolai, vor allem bezüglich Kannibalismus).
- 1995: Charles Chess, Caroline Yacoe: Time of the tubuan. Chess Productions, Honolulu 1995 (30 Minuten, englisch: die Figur des tubuan gehört zum iniet-Männergeheimbund der Tolai: „Introduces the people and art of Papua New Guinea, then focuses on a Tolai male initiation ceremony. The ceremony showcases a mask known as the tubuan which represents the power of the men’s secret sacred society.“).
- 1962: Video: Peoples of Papua and New Guinea. Department of Territories, Australian Commonwealth Film Unit, Sydney 1962 (47 Minuten, englisch: „Part 2: Rabaul sequences. The Tolai people“).